# Anneliese Brost-Stiftung
Die Anneliese Brost-Stiftung ist eine gemeinnützige Stiftung mit Sitz in Essen. Ihr Zweck ist die Förderung der Jugend- und Altenhilfe sowie der Kunst und Kultur im Ruhrgebiet. Sie wurde von der Mäzenin Anneliese Brost gegründet und fusionierte 2008 mit der zuvor bestehenden Erich und Anneliese Brost-Stiftung. Seit der Gründung 2002 wurden mehr als 150 Projekte gefördert.

## Ziele
Die Stiftung fördert Projekte aus folgenden Bereichen:

### Jugendhilfe
Im Bereich der Jugendhilfe unterstützt die Stiftung Maßnahmen zur Erziehung und Ausbildung von Kindern und Jugendlichen, insbesondere aus sozial benachteiligten oder instabilen familiären Verhältnissen. Dies umfasst unter anderem die personelle und materielle Ausstattung von Jugendheimen, Schulen und Ausbildungsstätten sowie die Förderung pädagogischer Forschungsprojekte.

### Altenhilfe
In der Altenhilfe fördert die Stiftung Maßnahmen zur sozialen und medizinisch-pflegerischen Unterstützung älterer, insbesondere bedürftiger Menschen. Dazu gehören die Finanzierung medizinischer Forschungsprojekte sowie die Bereitstellung personeller und materieller Ressourcen für Altenpflegeeinrichtungen und Krankenhäuser.

### Kunst und Kultur
Im Bereich Kunst und Kultur unterstützt die Stiftung Initiativen zur Förderung der kulturellen Bildung der Bevölkerung, unter anderem durch Vortragsveranstaltungen und Ausstellungen.
Ein Schwerpunkt der Fördertätigkeit liegt auf Projekten, die durch eine Anschubfinanzierung modellhaft Erfahrungen sammeln, um eine dauerhafte Förderung durch öffentliche oder private Mittel zu ermöglichen.

## Struktur
Die Anneliese Brost-Stiftung ist eine rechtsfähige Stiftung des öffentlichen Rechts mit Sitz am III. Hagen in Essen. Sie unterliegt der Stiftungsaufsicht des Ministeriums des Innern des Landes Nordrhein-Westfalen. Die organisatorische Struktur der Stiftung gliedert sich in drei Gremien, wobei der Jugendrat eine Sonderstellung einnimmt:

### Vorstand
Der Vorstand der Anneliese Brost-Stiftung fungiert als geschäftsführendes Organ und ist für die strategische Ausrichtung, operative Steuerung sowie die Entscheidung über die Vergabe von Fördermitteln zuständig. Er agiert im Rahmen der stiftungssatzungsgemäßen Ziele und steht in kontinuierlichem Austausch mit dem Kuratorium, das die Arbeit des Vorstands beratend begleitet. Die Mitglieder des Vorstands sind:
- Günter Trutnau, Vorsitzender
- Rainer Braam, Stellv. Vorsitzender
- Vera Hopp

### Kuratorium
Das Kuratorium ist ein plural zusammengesetztes Aufsichts- und Beratungsgremium, das aus Persönlichkeiten des öffentlichen Lebens stammt, insbesondere aus den Bereichen Politik, Wirtschaft, Wissenschaft und Kultur. Es wird vom Vorstand bestellt. Die Aufgabe des Kuratoriums besteht in der fachlichen Begleitung der Stiftungsarbeit, der Überprüfung der Mittelverwendung sowie der beratenden Unterstützung bei strategischen Entscheidungen. Dem Kuratorium gehören unter anderem folgende Mitglieder an:
- Jürgen Büssow, Regierungspräsident a. D.
- Ulf Gebken, Sportpädagoge und Professor an der Universität Duisburg-Essen
- Minka Gerent, Amt für Kinder, Jugend, Schule und Integration der Stadt Mülheim an der Ruhr
- Barbara Gierull, Stiftungsmanagerin, Geschäftsführung der Stiftung ernten und säen
- Petra Kersten-Rettig
- Jörg Kurzeja, Geschäftsführer der Rheinisch-Westfälischen Verlagsgesellschaft mbH
- Thomas Löhning, Hauptgeschäftsführer des Versorgungswerks der Architektenkammer NRW
- Jörg Priebe, Mitglied des Vorstandes der Private Vermögensverwaltung AG
- Gaby Reinhard, Professorin für Soziale Arbeit an der Fliedner Fachhochschule
- Peter Renzel, Stadtdirektor der Stadt Essen
- Katarin Wagner, HSBC Deutschland

## Jugendrat
Im Jahr 2010 etablierte die Stiftung einen Jugendrat, der jungen Menschen eine aktive Partizipation an der Vergabe von Fördermitteln ermöglichen soll. Dieses Gremium setzt sich aus Kindern und Jugendlichen im Alter von zehn bis 17 Jahren aus Essen und der umliegenden Region zusammen und verfügt über eigenständige Entscheidungsbefugnisse hinsichtlich der Auswahl förderwürdiger Projekte sowie der Zuweisung finanzieller Mittel. Anders als in vielen vergleichbaren Initiativen obliegt den jugendlichen Mitgliedern nicht nur eine beratende Funktion, sondern eine tatsächlich entscheidungstragende Rolle in der Mittelvergabe. So soll sich die Stiftungsarbeit an den Perspektiven junger Menschen auszurichten und ihnen gleichzeitig eine praxisnahe Einführung in gemeinnützige Entscheidungsprozesse zu bieten. In regelmäßigen Sitzungen werden den Mitgliedern Förderanträge vorgestellt, die detaillierte Informationen über Antragsteller, Verwendungszwecke und beantragte Fördersummen enthalten. Nach eingehender Beratung und Diskussion trifft das Gremium eine Entscheidung über die Bewilligung der Anträge sowie über die Höhe der jeweiligen Zuschüsse. Die Beschlüsse des Jugendrates werden dem Vorstand der Stiftung zur abschließenden Umsetzung vorgelegt. Mit Beginn der Förderung obliegt die geförderte Einrichtung einer Patenschaft, bei der Beiratsmitglieder sich vor Ort einen Eindruck über des geförderten Projekts verschaffen und die Zweckmäßigkeit der Gelder prüfen.
Die Koordination und Geschäftsführung des Jugendrats obliegt Kaan Turhal und Salma El Bouchtaoui, die in ihrer Funktion als Bindeglied zwischen dem Gremium und der Stiftung agieren.